# باد فيندسهايم
باد ويندسهايم (بالألمانية: Bad Windsheim) هي مدينة وبلدة ألمانية تقع في ألمانيا في منطقة نويشتات آن دير آيش-باد فيندسهايم. يقدر عدد سكانها بـ 12,061 نسمة .

## المدن التوأمة
مدن شرق (توضيح) وإركلنتس هي مدن توأمة لـباد ويندسهايم.

## أعلام
- أوتو شتراسر
- جورج فيلهلم ستيلر